# Mosquée Khidir

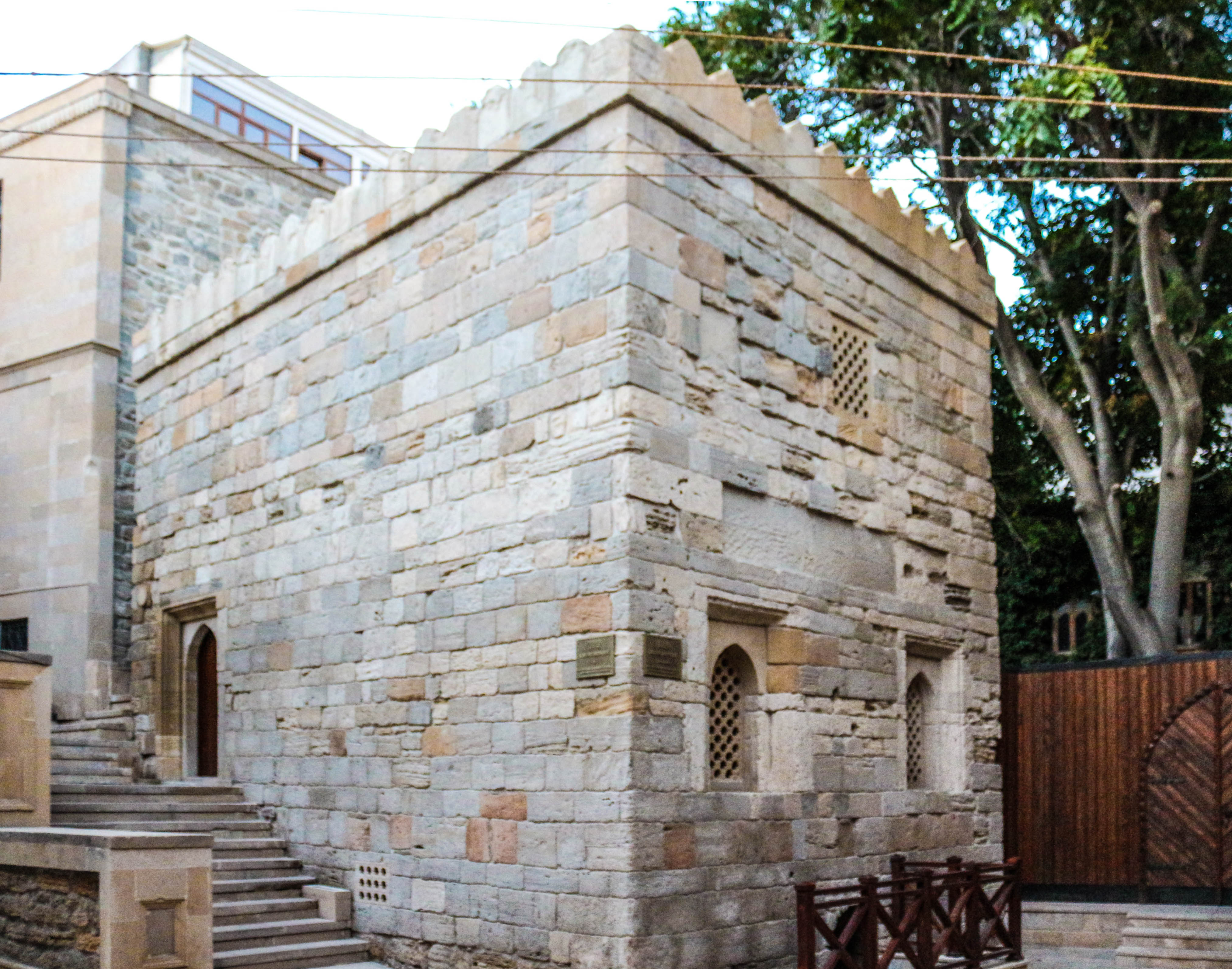
La mosquée Khidir

La mosquée Khidir (en azéri: Xıdır məscidi) est une mosquée historique du XIVe siècle. Il fait partie de la vieille ville et est situé dans la rue Muslim Magomayev, dans la ville de Bakou, en Azerbaïdjan. Le bâtiment a également été enregistré comme monument architectural national par décision du Cabinet des ministres de la République d'Azerbaïdjan en date du 2 août 2001, n ° 132.

## Histoire
La mosquée a été construite en 1301 sur un escalier de la rue. À son tour, cela a affecté la manière du placement architectural de la mosquée.
En 1988, des fouilles archéologiques au sous-sol du dôme et des travaux de restauration du portail ont été effectués. La mosquée a été construite sur le temple zoroastrien.

## Caractéristiques architecturales
La division proportionnelle de l'intérieur, les méthodes de composition et les éléments en pierre sont clairement exprimés avec des sculptures vives, et avec le mihrab avec une expression artistique, la salle a une vue intéressante. Des fenêtres profilées droites sont installées sur la façade sud de la mosquée. Sur tout le périmètre de la mosquée, la couronne à profil bas exprime les méthodes de composition orientale.

## Galerie

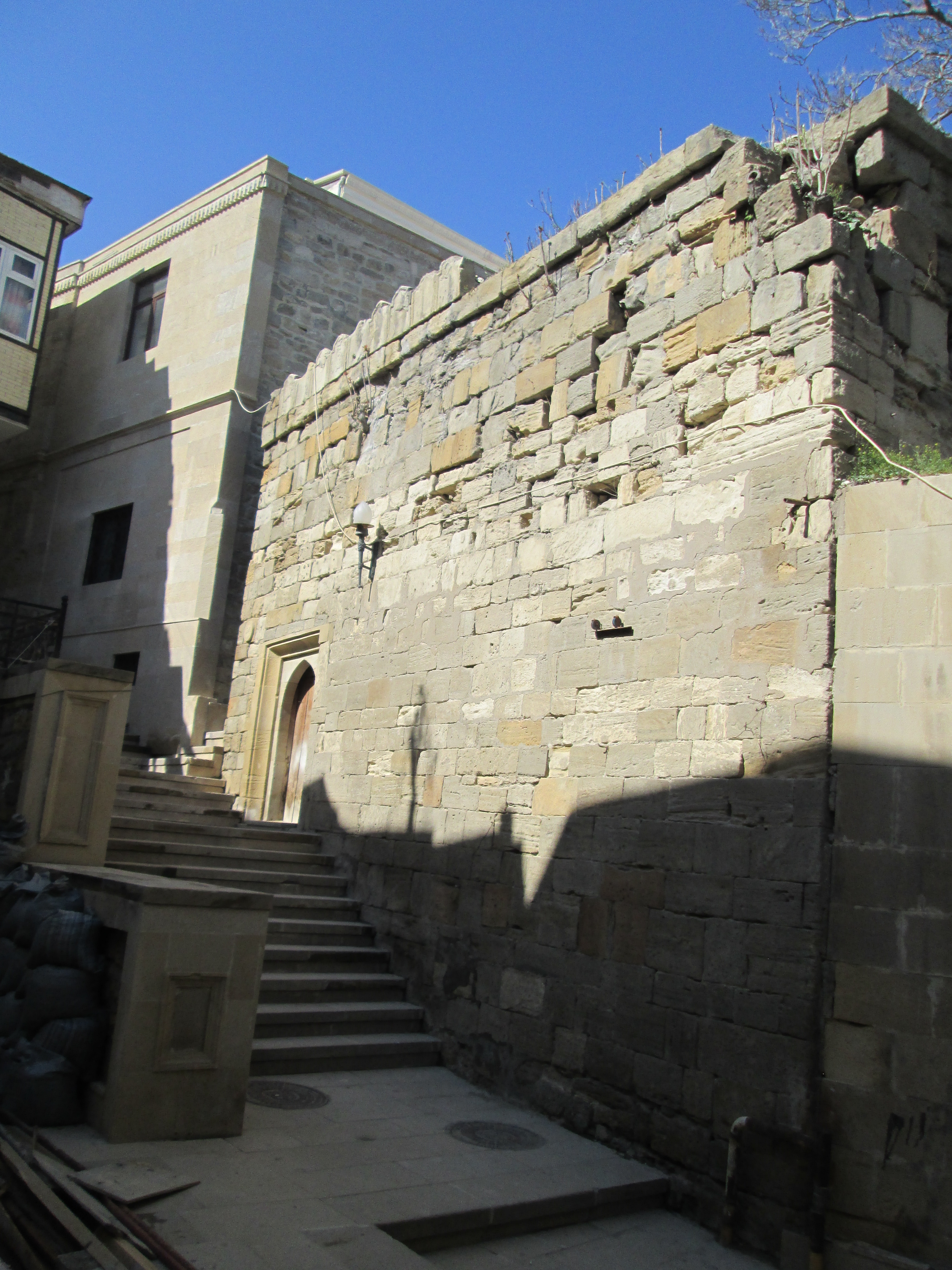
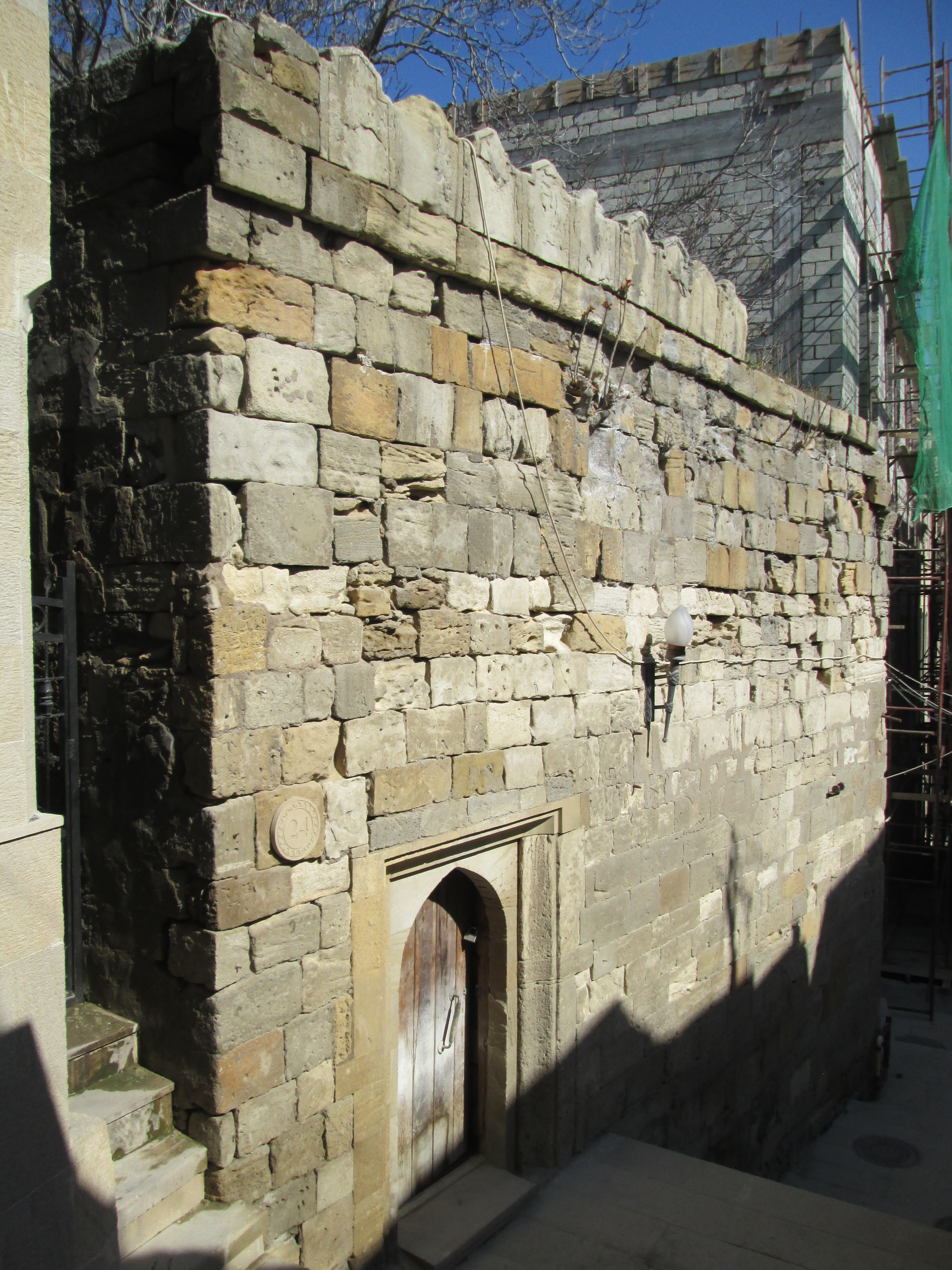
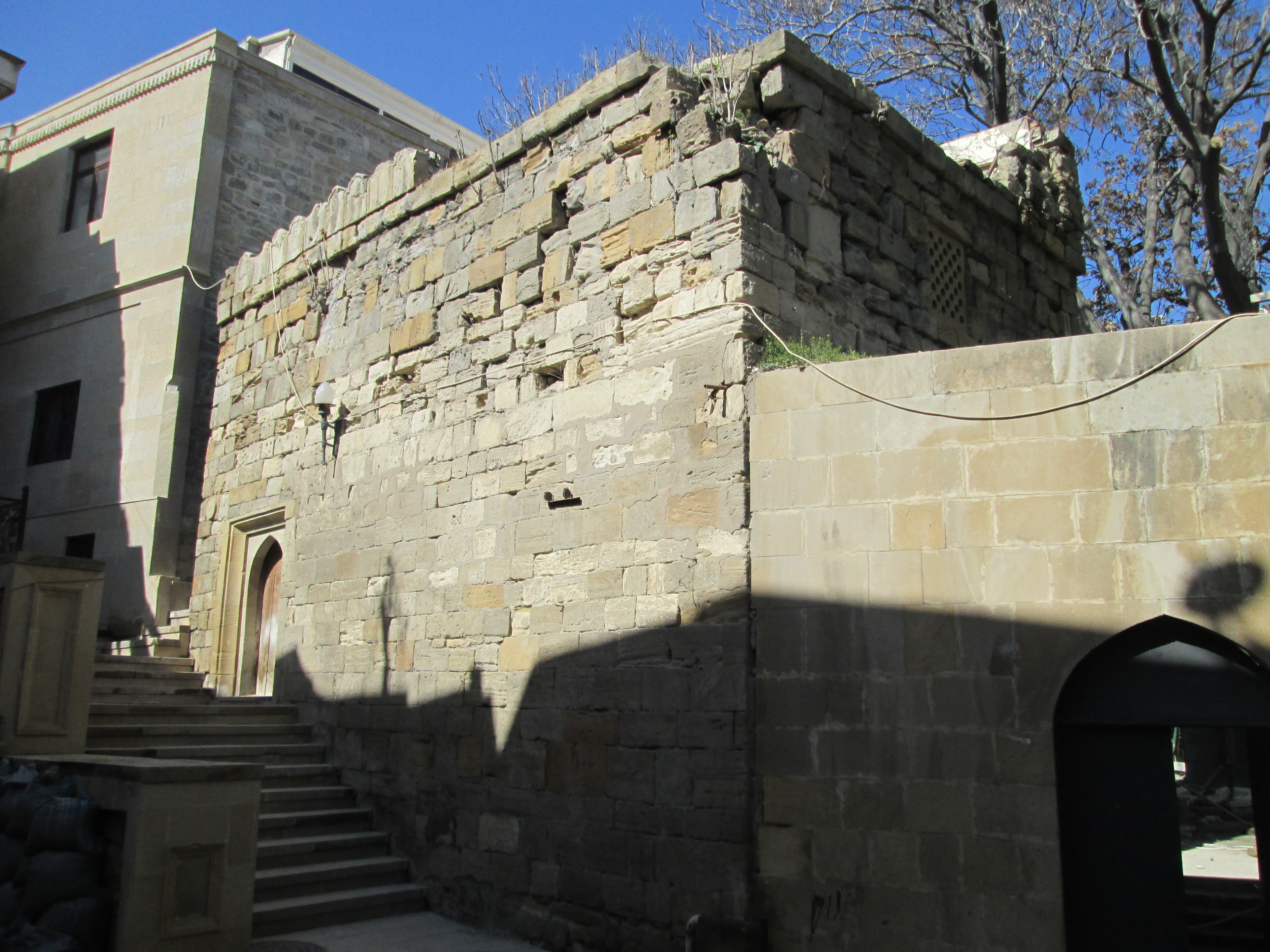
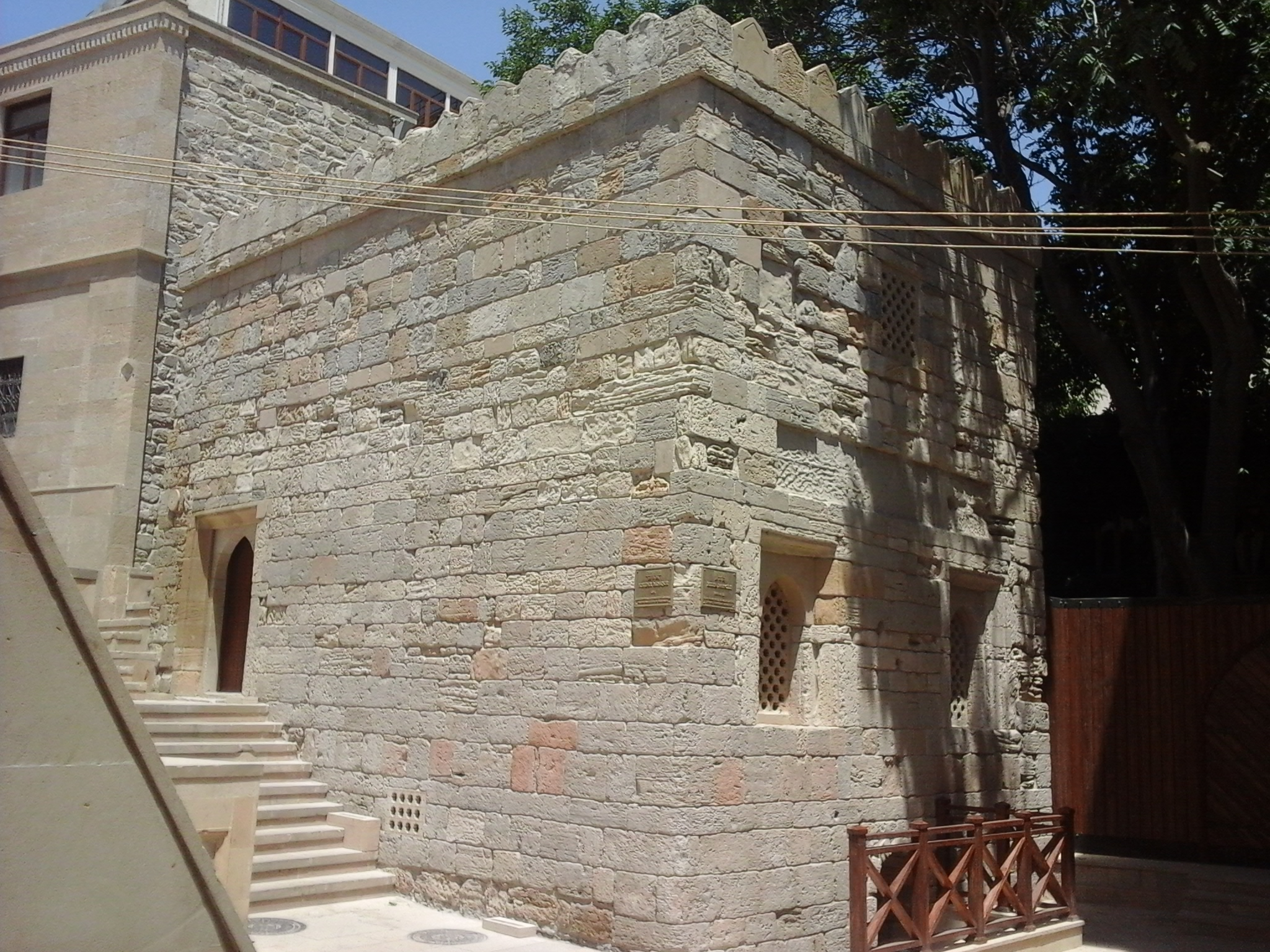
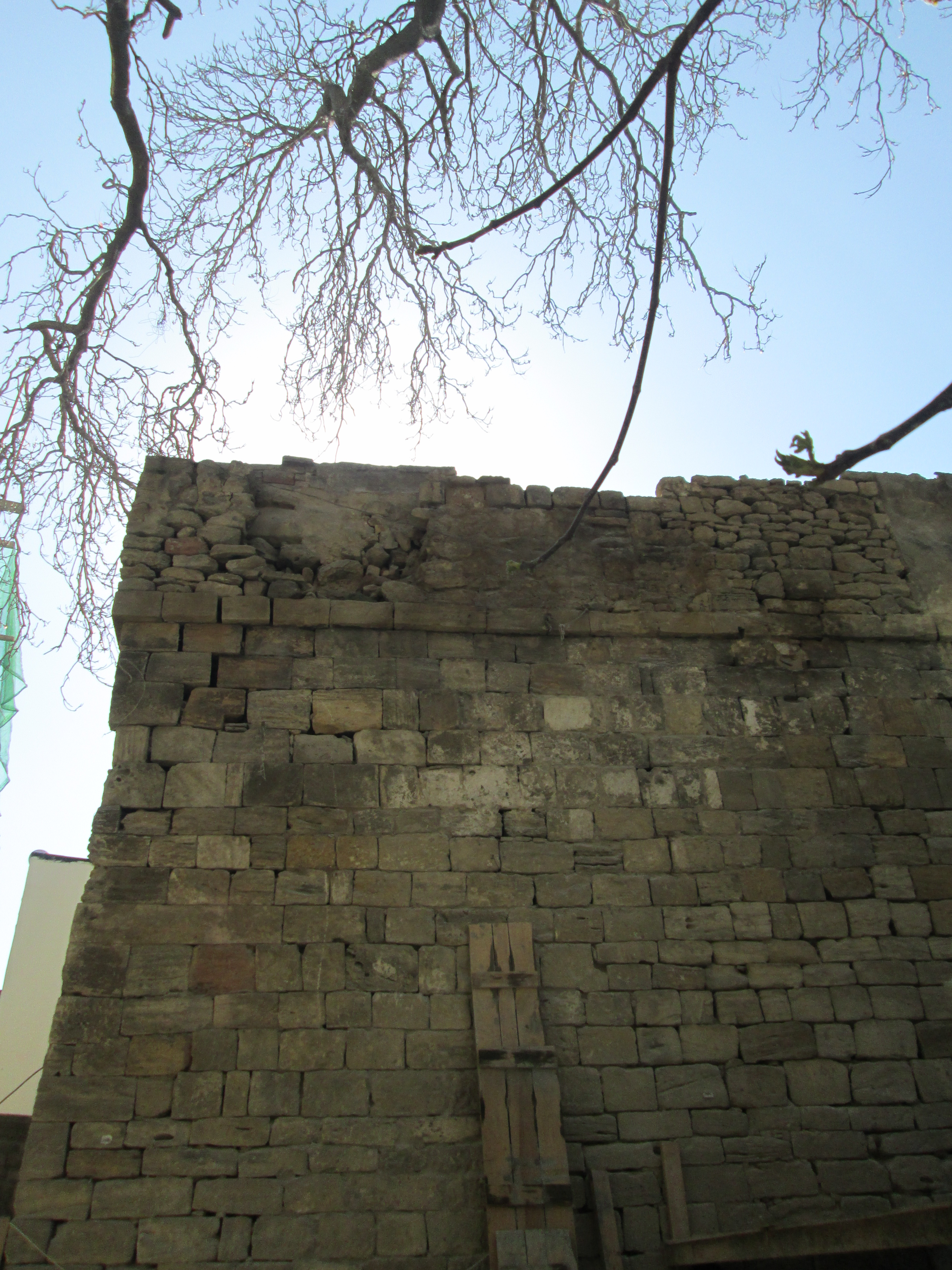
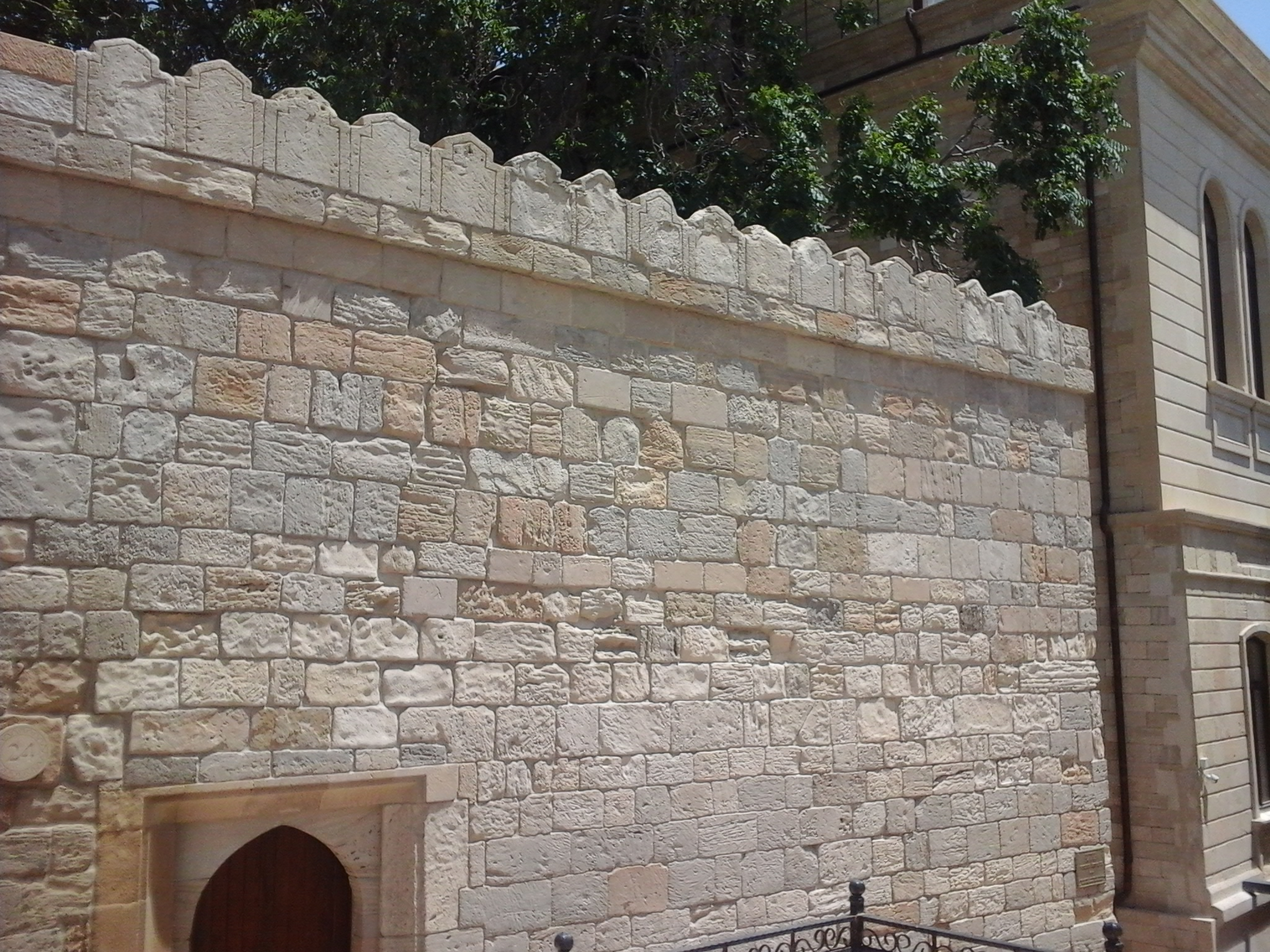
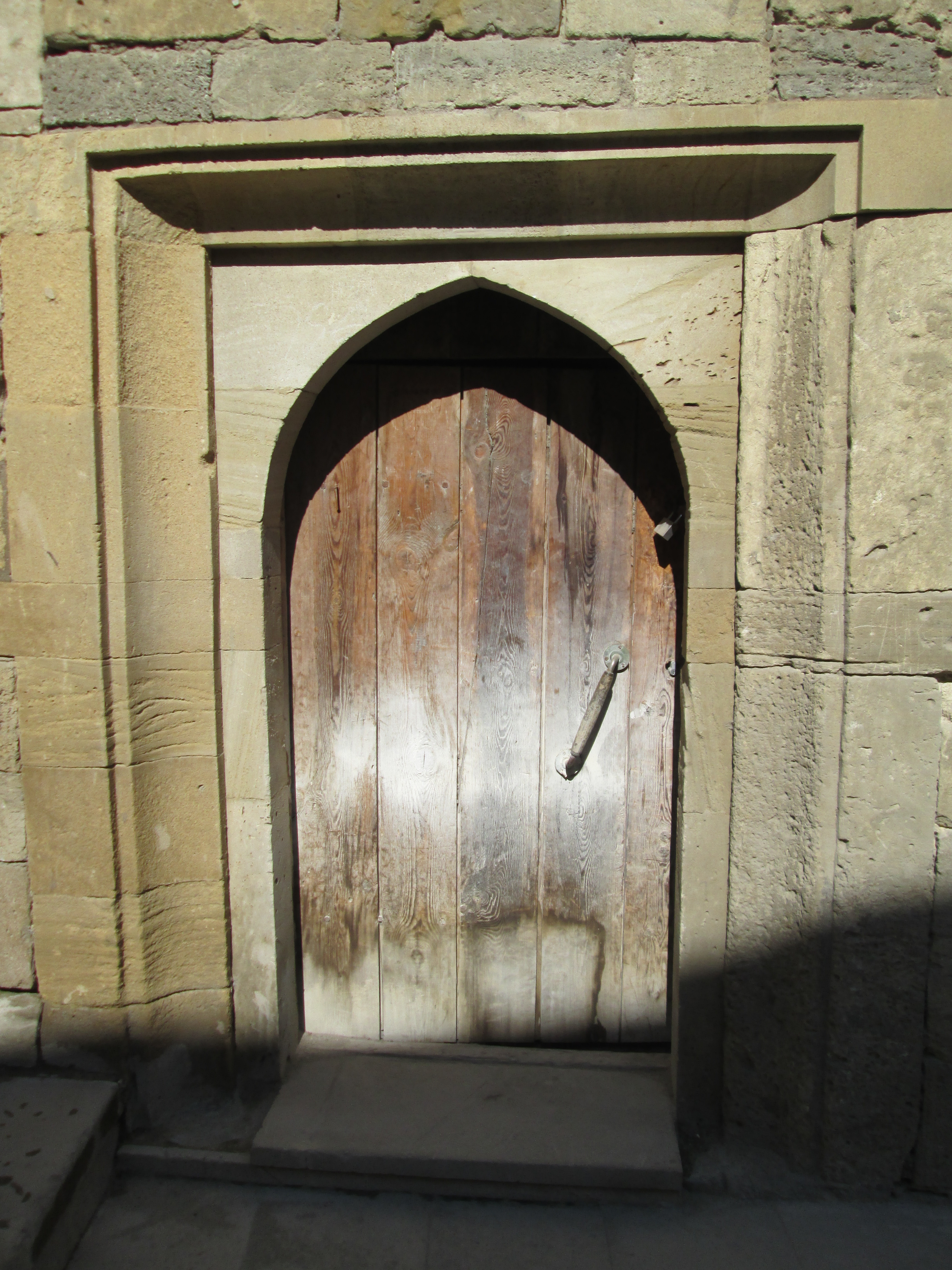